# Буряк Володимир Костянтинович
Володимир Костянтинович Буряк (нар. 10 серпня 1942, с. Володимирівка Новоархангельського району Кіровоградської області, помер 29 жовтня 2011, м. Кривий Ріг Дніпропетровської області) – український педагог, ректор Криворізького державного педагогічного університету (2000–2010), доктор педагогічних наук, професор, заслужений діяч науки і техніки України. Досліджував проблеми самостійної навчальної діяльності та пізнавальної активності школярів і студентів, теоретико-методологічні аспекти розвивального навчання, проблеми дидактики вищої та середньої школи, підготовки майбутнього педагога.

## Життєпис
1967 року закінчив фізико-математичний факультет Кіровоградського педагогічного інституту.
1967–1970 – працював вчителем фізики СШ № 41 м. Свердловськ (РРФСР). 
1970–1976 – старший викладач, доцент кафедри педагогіки Свердловського педагогічного інституту.
1973 року захистив дисертацію «Дидактичні основи самостійної роботи учнів з підручником у процесі навчання (на матеріалі курсу фізики першого ступеня) на здобуття наукового ступеня кандидата педагогічних наук (спеціалізована вчена рада в Казанському державному педагогічному університеті) (РРФСР)).
1976 року присвоєно вчене звання доцента по кафедрі педагогіки.
1976–1980 – доцент кафедри педагогіки Ставропольського педагогічного інституту та завідувач відділення педагогіки Північно-Кавказького наукового центру вищої школи.
1980–1983 – завідувач кафедри педагогіки і психології Криворізького державного педагогічного інституту.
1983–2000 – проректор з наукової роботи.
1987 року захистив дисертацію «Теорія та практика самостійної навчальної роботи школярів: на матеріалах природничонаукових дисциплін» на здобуття наукового ступеня доктора педагогічних наук (спеціалізована вчена рада в Тбіліському державному університеті (Грузія)). 
1988 року присвоєно вчене звання професора.
2000–2010 – ректор Криворізького державного педагогічного університету.
2000–2011 роках очолював спеціалізовану вчену раду у Криворізькому державному педагогічному університеті (здійснювався захист дисертацій за спеціальностями: 13.00.09 «Теорія навчання», 13.00.02 «Теорія та методика навчання географії»).
Ученим створено наукову школу з дидактики. Наукові дослідження отримали визнання й широко застосовуються в діяльності викладачів закладів вищої педагогічної освіти й учителів шкіл. Під керівництвом професора В. К. Буряка підготовлено та захищено близько 30 кандидатських і докторських дисертацій.
Головний редактор фахового збірника наукових праць «Педагогіка вищої та середньої школи» (м. Кривий Ріг) (2000–2011).

## Нагороди, відзнаки
- Заслужений діяч науки і техніки України (2009)
- Відмінник народної освіти УРСР (1984)
- Почесні грамоти Міністерства освіти України (1987, 1989, 1990)
- Медаль «За заслуги в освіті» (2000)
- Нагрудний знак Криворізької міської Ради «За заслуги перед містом» (2000).

## Книги
- Буряк В. К. Педагогічна культура: теоретико-методичний аспект [Архівовано 31 жовтня 2021 у Wayback Machine.] : монографія. – К. : Деміур, 2005. – 232 с.
- Буряк В. К. Розвивальне навчання: теоретико-методологічний аспект [Архівовано 31 жовтня 2021 у Wayback Machine.] : монографія. – К. : Фенікс, 2010. – 304 с.
- Буряк В. К. Самостоятельная работа учащихся [Архівовано 31 жовтня 2021 у Wayback Machine.] : книга для учителя. – М. : Просвещение, 1984. – 64 с.
- Буряк В. К. Самостійна робота з книгою. [Архівовано 31 жовтня 2021 у Wayback Machine.] – К. : Т-во «Знання УРСР», 1990. – 48 с. – (сер. Педагогічна; No 9).
- Буряк В. К. (в соавт.) Урок в старших классах. [Архівовано 31 жовтня 2021 у Wayback Machine.] – Тбилиси : ТГУ, 1990. – 158 с.
- Буряк В. К. Самостоятельная работа учащихся на уроках физики [Архівовано 31 жовтня 2021 у Wayback Machine.] : учеб. пособ. по спец. курсу для пед. ин-тов. – М. : Прометей, 1991. – 131 с.
- Буряк В. К. Эргономические основы учебного процесса в высшей школе [Архівовано 31 жовтня 2021 у Wayback Machine.] : учеб. пособие. – Кривой Рог : КГПИ, 1993. – 132 с.
- Буряк В. К. (в соавт.) Индивидуальная работа студентов по педагогическим дисциплинам [Архівовано 31 жовтня 2021 у Wayback Machine.]. – Кривой Рог : КГПИ, 1995. – 155 с.

## Публікації
Автор і співавтор понад 150 наукових праць: монографій, навчальних і навчально-методичних посібників, наукових статей у фахових виданнях

## Біобібліографія
- Володимир Костянтинович Буряк: життя, віддане педагогічній науці: до 70-річчя від дня народження ректора [Архівовано 20 жовтня 2021 у Wayback Machine.] (2000-2010 рр.) Криворізького державного педагогічного університету: біобібліографічний покажчик / Наукова бібліотека ДВНЗ «Криворізький національний університет»; упоряд. О. А. Дікунова, О. О. Лебедюк ; за ред. Г. М. Віняр. – Кривий Ріг, 2013. – 35 с.  (Серія «Пам’яті професорів Криворізького педагогічного». Вип. 1).
- Директори та ректори КДПІ–КДПУ–КПІ ДВНЗ«КНУ». Буряк Володимир Костянтинович – ректор (2000–2010 рр.) Криворізького державного педагогічного університету [Архівовано 3 жовтня 2021 у Wayback Machine.] // Освітньо-інтелектуальний центр Дніпропетровщини (до 85-річчя заснування Криворізького педагогічного інституту  ДВНЗ «Криворізький національний університет») : бібліографічний покажчик / упоряд. О. А. Дікунова. – Кривий Ріг, 2015. – С. 32–33.